# Simón Pedro
Simón Pedro (Betsaida, finales del siglo I a. C.-Roma, c. 67 d. C.), conocido también como san Pedro, Cefas o, simplemente, Pedro, fue, de acuerdo con múltiples pasajes neotestamentarios, uno de los discípulos más destacados de Jesús de Nazaret. Su nombre de nacimiento era Simón bar-Jona (en arameo: שמעון בר יונה‎, romanizado: Shim'on bar Yonah) y era pescador de oficio en el mar de Galilea. Por su seguimiento de Jesús de Nazaret, se constituyó en el apóstol más conocido y citado en el «Nuevo Testamento» en general, de los cuatro evangelios canónicos, y en los «Hechos de los Apóstoles» en particular, que lo presentan bajo muy variados aspectos. También es citado por Pablo de Tarso en sus Epístolas paulinas, incluyendo la Epístola a los gálatas donde lo refiere como una de las tres columnas de la Iglesia de Jerusalén. Figura de primer orden para la teología cristiana, es también conocido como el príncipe de los apóstoles. Dado el prestigio del que gozó en la Iglesia primitiva, proliferaron los textos escritos por autores anónimos que se titularon a su nombre, tanto canónicos (la Primera y Segunda epístola de Pedro), como extracanónicos (el Evangelio de Pedro, el Apocalipsis de Pedro,  los Hechos de Pedro  y los Hechos de Pedro y Pablo, entre otros).
La Iglesia católica lo identifica a través de la sucesión apostólica como el primer papa, basándose, entre otros argumentos, en las palabras que le dirigió Jesús: «Tú eres Pedro, y sobre esta piedra edificaré mi Iglesia, y el poder de la muerte no prevalecerá contra ella. Yo te daré las llaves del Reino de los Cielos. Todo lo que ates en la tierra, quedará atado en el cielo, y todo lo que desates en la tierra, quedará desatado en el cielo» (Mateo 16, 18-19). Las demás iglesias apostólicas, como la Iglesia ortodoxa, históricamente reconocieron la primacía del apóstol Pedro y de sus sucesores, patriarcas de Occidente, pero solo de forma honorífica y no con las atribuciones que la Iglesia católica le otorga. Además del papa, obispo de Roma, los patriarcas de Antioquía (sirio-ortodoxos, greco-ortodoxos, maronitas, sirio-católicos y greco-católicos) también se consideran sus sucesores.
La persona de Pedro ha sido representada por innumerables artistas, que se inspiraron en pasajes tanto del Nuevo Testamento como de los textos apócrifos, entre ellos: su llamado al seguimiento de Jesús de Nazaret, la confesión de Pedro y la entrega de las llaves del Reino, el lavatorio de los pies durante la Última Cena, sus negaciones durante la pasión de Jesucristo, la comisión de apacentar la grey por parte de Jesús resucitado, sus predicaciones y curaciones después de Pentecostés, sus controversias con Pablo de Tarso y su martirio en Roma. Se lo caracteriza iconográficamente con unas llaves que simbolizan el reino de Dios, el gallo que recuerda sus negaciones, la cruz invertida que es emblema de su martirio, el báculo que se le atribuye como pastor, y también el pez, símbolo de la promesa de Jesús de Nazaret de hacerlo «pescador de hombres».

## Simón Pedro en el «Nuevo Testamento»

### Nombre
Todos los evangelios mencionan el nombre de Simón (en griego: Σίμων; en arameo: שמעון‎, romanizado: Shim'on), un nombre judío cuya raíz שמע (shamá') es "escuchar" y puede interpretarse como quien "escucha a Dios" o a quien "Dios escucha". Mateo y Juan llaman al apóstol Simón "hijo de Jonás" o "hijo de Juan", pues Mateo translitera el nombre completo desde el arameo (שמעון בר יונה) al griego (Σίμων βαρϊωνᾶ, Símōn Bariōnâ), mientras que Juan escribe el nombre propio del padre de Simón en griego (Σίμων ὁ υἱὸς Ἰωάννου, Símōn ho hyòs Iiōánnou), alejándose de su nombre nativo (יונה, Yonah).
En la historia de la llamada de los discípulos, Jesús se dirige a Simón con la palabra griega Κηφᾶς (Cefas), una forma helenizada del arameo כיפה (kefah) o כיפא (kefá), que significa "roca" o "piedra". Así pues, Jesús llama "roca" a Simón, y a continuación, el autor del Evangelio de Juan traduce el nombre arameo Kefah a sus destinatarios grecoparlantes como Pedro (πέτρος, Petros) una masculinización del griego πέτρα (petra), que significa ‘piedra’.

ἐμβλέψας αὐτῷ ὁ Ἰησοῦς εἶπεν σὺ εἶ Σίμων ὁ υἱὸς Ἰωάννου, σὺ κληθήσῃ Κηφᾶς ὃ ἑρμηνεύεται Πέτρος.

Mirándole Jesús, dijo: "Tú eres Simón, el hijo de Jonás [o "hijo de Juan"]; tú serás llamado Cefas, que quiere decir Pedro".
Juan 1:42

Por otra parte, en sus cartas Pablo siempre llamó a Pedro con el nombre de "Cefas", excepto en un pasaje de la carta a los Gálatas. Este no habría sido un nombre propio, pero Pablo y Jesús se lo asignan como tal.

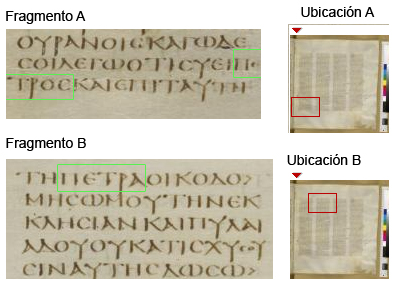
Fragmentos del Codex Sinaiticus de Mateo 16, 18

En el griego ático, petros significa 'piedra' (una piedra que se puede arrojar), y petra significa 'roca' (una roca inamovible); no obstante, el Nuevo Testamento no fue escrito en griego ático sino en koiné, en el cual no habría existido ninguna distinción entre petros y petra, sino que ambos significarían simplemente 'roca'; mientras que la palabra λίϑος (lithos), vendría a señalar una piedra del camino, que podría ser una piedra pequeña.

Griego original del Códice Sinaítico:

καγω δε ϲοι λεγω οτι ϲυ ει πετροϲ και επι ταυτη τη πετρα οικοδομηϲω μου την εκκληϲιαν και πυλαι αδου ου κατιϲχυϲουϲιν αυτηϲ

Yo también te digo que tú eres Pedro, y sobre esta piedra edificaré mi Iglesia, y las puertas del Hades no prevalecerán contra ella.
Mateo 16:18

En cualquier caso, la distinción entre petros y petra, es irrelevante considerando que Jesús hablaba arameo, idioma en el cual la palabra para Petros y petra habría sido kefah, que significa roca. De esta forma, por ejemplo, en la Peshitta y el Diatessaron, escritos en idioma siríaco, una variedad del arameo, se usa la palabra ܟ݁ܺܐܦ݂ܳܐ (keepa) donde las versiones griegas usan Petros y petra.

ܐܳܦ݂ ܐܶܢܳܐ ܐܳܡܰܪ ܐ݈ܢܳܐ ܠܳܟ݂ ܕ݁ܰܐܢ݈ܬ݁ ܗ݈ܽܘ ܟ݁ܺܐܦ݂ܳܐ ܘܥܰܠ ܗܳܕ݂ܶܐ ܟ݁ܺܐܦ݂ܳܐ ܐܶܒ݂ܢܶܝܗ ܠܥܺܕ݈݁ܬ݁ܝ ܘܬ݂ܰܪܥܶܐ ܕ݁ܰܫܝܽܘܠ ܠܳܐ ܢܶܚܣܢܽܘܢܳܗ܂

Yo también te digo que tú eres Keepa, y sobre esta Keepa edificaré mi Iglesia, y las puertas del Sheol no la vencerán.
Mateo 16:18

Sin contar los pasajes anteriores, Jesús se dirige a él siempre como Simón, excepto cuando anuncia que lo negará: «Pedro, te digo que hoy mismo, antes que cante el gallo, tres veces negarás que me conoces».

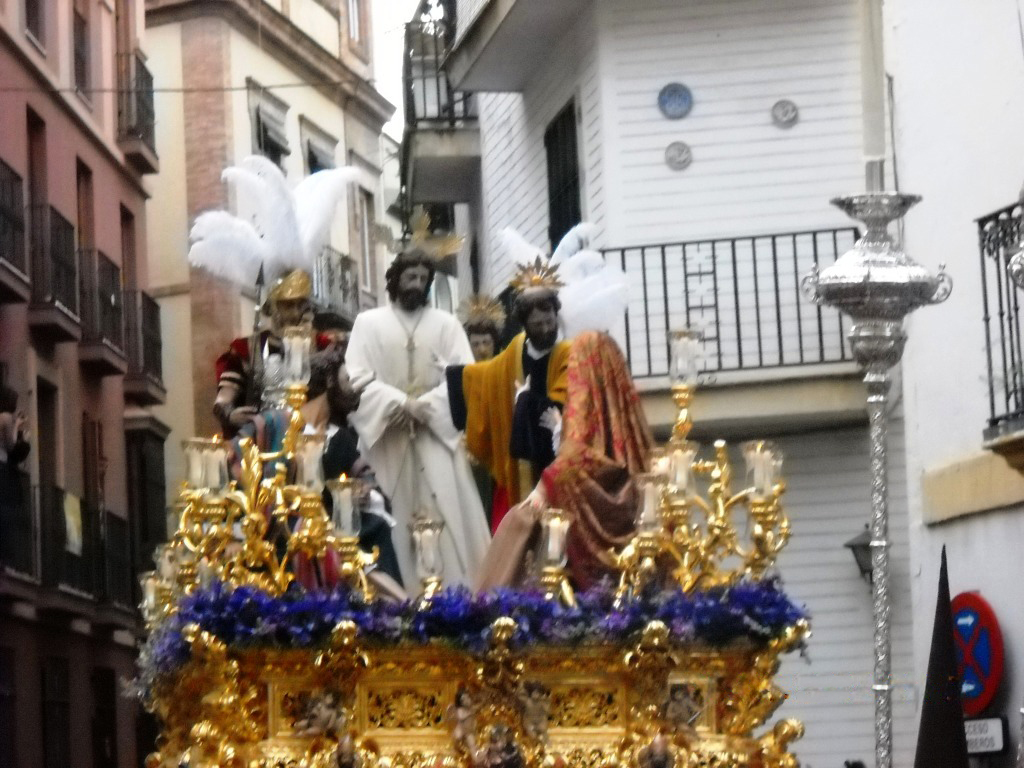
Misterio de las negaciones de Pedro. Primer paso de la Hermandad del Carmen Doloroso (Sevilla).

### Origen
Las reconstrucciones de la vida de Simón Pedro se basan en lo que afirman los autores de los libros del Nuevo Testamento, más algunos textos de Clemente de Alejandría y Clemente Romano; este último, obispo de Roma a finales del siglo I, y que quizás conoció en persona a Pedro.
Según la narración evangélica, Pedro era un pescador judío de Galilea.El Evangelio según San Juan afirma que nació en Betsaida, un pueblo junto al Lago de Genesaret, de cuya ubicación no hay certeza, aunque generalmente se busca en el extremo norte del lago. Ejercía el oficio de pescador junto a su hermano Andrés, quien también fue apóstol.
Casi todas las tradiciones e informaciones sobre él son a partir del llamamiento de Jesús; se tiene muy poca información de su vida anterior. El nombre de su padre se cita en Mateo 16:17: Jesús le habla como «Simón, hijo de Jonás», en hebreo שמעון בן יונה.
Simón se estableció en Cafarnaúm, donde vivía con su suegra en su propia casa, al tiempo de comenzar el ministerio público de Cristo (alrededor del 26-28 d. C.). Por ende, Simón era casado y según Clemente de Alejandría tenía hijos. El texto apócrifo Hechos de Pedro menciona que había tenido una hija. También según Clemente de Alejandría, la esposa de Pedro habría sufrido el martirio.

### La llamada de Jesús

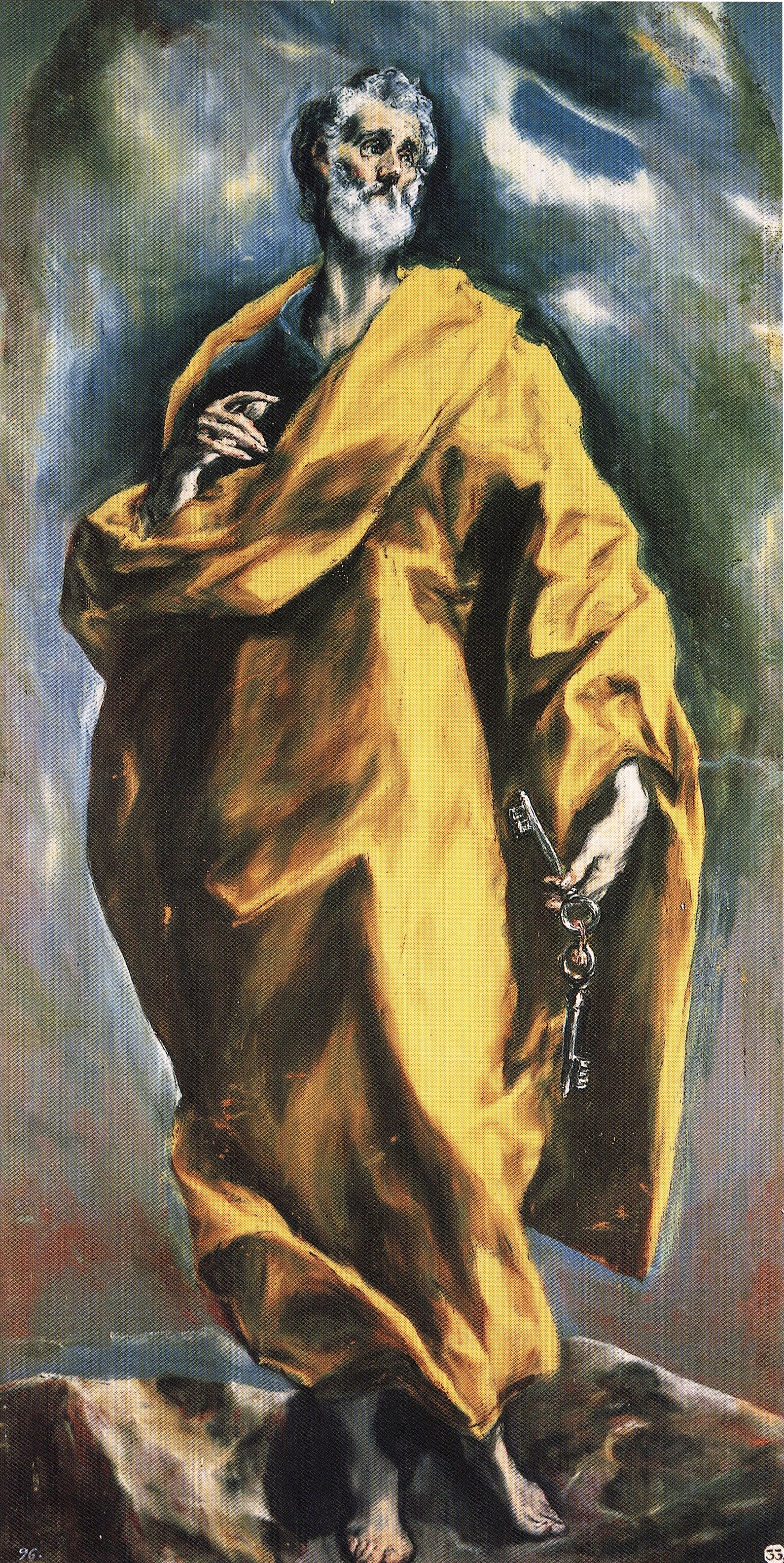
San Pedro, pintura de El Greco.

Pedro fue incorporado como discípulo al principio del ministerio de Jesús. Los evangelistas sinópticos (Marcos, Mateo y Lucas) describen su entrada de manera diferente a como lo hace Juan. Aquí se ven las diferencias entre los dos:

Caminando por la ribera del mar de Galilea vio a dos hermanos, Simón, llamado Pedro, y su hermano Andrés, echando la red en el mar, pues eran pescadores, y les dice: «Venid conmigo, y os haré pescadores de hombres». Y ellos al instante, dejando las redes, le siguieron.
Mateo 4, 18-20

Encontró primero a su hermano Simón y le dijo: Hemos encontrado al Mesías. Y se lo presentó a Jesús. Jesús miró fijamente a Simón y le dijo: Tú eres Simón, hijo de Jonás, pero te llamarás Cefas, que quiere decir Pedro.
Juan 1, 41-42

Según Juan 1:40-42 fue su hermano Andrés quien lo introdujo al grupo, tras encontrarse ambos entre los seguidores de Juan el Bautista. La narración de los evangelios sinópticos ofrece otro punto de vista: al ver a Simón Pedro y a su hermano Andrés recoger las redes, Jesús los invitó a hacerse «pescadores de hombres». En esos textos, fue Simón el primero en reconocer a Jesús como el Hijo de Dios, y no su hermano Andrés.

### Posición entre los apóstoles
Simón podría decirse que fue el discípulo más allegado de Jesús, y esto, se nota en los evangelios. Existen muchos pasajes donde se presenta a Simón muy cerca de Jesús, por ejemplo:
- Los evangelios sinópticos lo presentan como uno de los tres discípulos íntimos que, junto con Santiago y Juan, fue testigo de la transfiguración de Jesús,[k] de la resurrección de la hija de Jairo,[l] y de la agonía de Jesús en el huerto de Getsemaní.[m]

- Pedro es mencionado primero entre los doce Apóstoles en los evangelios sinópticos,[n] y en el libro de Hechos de los Apóstoles.[o]

- En varias ocasiones Pedro habla en nombre de los demás apóstoles.[p]

- Jesús con frecuencia se refiere especialmente a Pedro.[q]

- Pablo habla de Pedro destacando su lugar preeminente entre los miembros de la Iglesia primitiva: «Como lo hacen los demás apóstoles, los hermanos del Señor y el mismo Cefas»,[r] y lo considera —junto con Santiago y Juan— como columna de la Iglesia.[a]

- Según dos pasajes del Nuevo Testamento fue el primero en reconocer a Jesús como el Mesías esperado. «Y él (Jesús) les preguntaba: “Y vosotros, ¿quién decís que soy yo?”. Pedro le contestó: “Tú eres el Cristo”».[s] El propio Jesús confirmó la importancia de esta confesión de Simón Pedro, que le valió la calificación de «bienaventurado». Se trata de la única persona concreta a la que Jesús aplicó tal epíteto.[21]

- Los cuatro evangelios recogen también la profecía de Jesús anunciando la traición de Pedro quien lo negaría tres veces consecutivas por miedo a ser reconocido como seguidor de Jesús. Aun cuando la noche de la última cena, Pedro juró no apartarse de Jesús, al ser interpelado sobre su asociación con Jesús, negó tres veces conocerlo antes del canto del gallo, es decir, antes de que la noche acabase, cumpliéndose así la profecía del Mesías.[t]

- En el mismo pasaje correspondiente a la cena del Señor, Jesús le dijo: «Yo he rogado por ti para que tu fe no desfallezca. Y tú, después de que hayas vuelto, confirma a tus hermanos».[u] En el hecho de que solamente a Pedro está dirigida esa oración de Jesús, y que la tarea de fortalecer y servir de apoyo a sus hermanos después de la muerte es encomendada por Jesús a Pedro, ha visto la Iglesia católica otro fundamento para sostener el primado de Pedro sobre los demás apóstoles.[22]

- El Evangelio de Lucas y la Primera epístola a los corintios indican que en el primer día de la resurrección, de entre los apóstoles, Jesús se apareció en primer término a Simón Pedro.[v] Posteriormente Jesús se aparecería a Pedro y el resto de los apóstoles.

- Según el Evangelio de Juan, Jesús resucitado se aparece otra vez a siete de sus discípulos en el lago de Tiberíades, y dirigiéndose a Pedro le hace reafirmar tres veces su amor por Él, encargándole la tarea de ser pastor de sus ovejas y apacentar sus corderos.[w] La Iglesia católica se basa también en este pasaje del Nuevo Testamento para sustentar su creencia de que san Pedro fue el 1.er papa.

### Tras la muerte de Jesús
Tras la muerte de Jesús, la figura de Pedro es menos precisa. Si bien, varios de los evangelios —tanto canónicos como apócrifos— dejan entrever que había tenido un vínculo especial con Jesús. En Lucas 24:34 se narra una comunicación especial del resucitado a Pedro, por ejemplo.
El Evangelio de Mateo no vuelve a nombrar a Pedro tras haber este negado conocer a Jesús. El autor de Hechos de los apóstoles, sin embargo, presenta a Pedro como una figura crucial de las comunidades paleocristianas; es él quien preside la selección para la sustitución de Judas Iscariote (Hechos 1:15-26), él quien toma la palabra y se dirige a la multitud el día de Pentecostés (Hechos 2:14-41), él quien castiga la mentira de Ananías y Safira a los Apóstoles (Hechos 5:1-11), él quien es examinado públicamente por el Sanedrín junto con Juan (Hechos 4:7-22, Hechos 5:18-42).

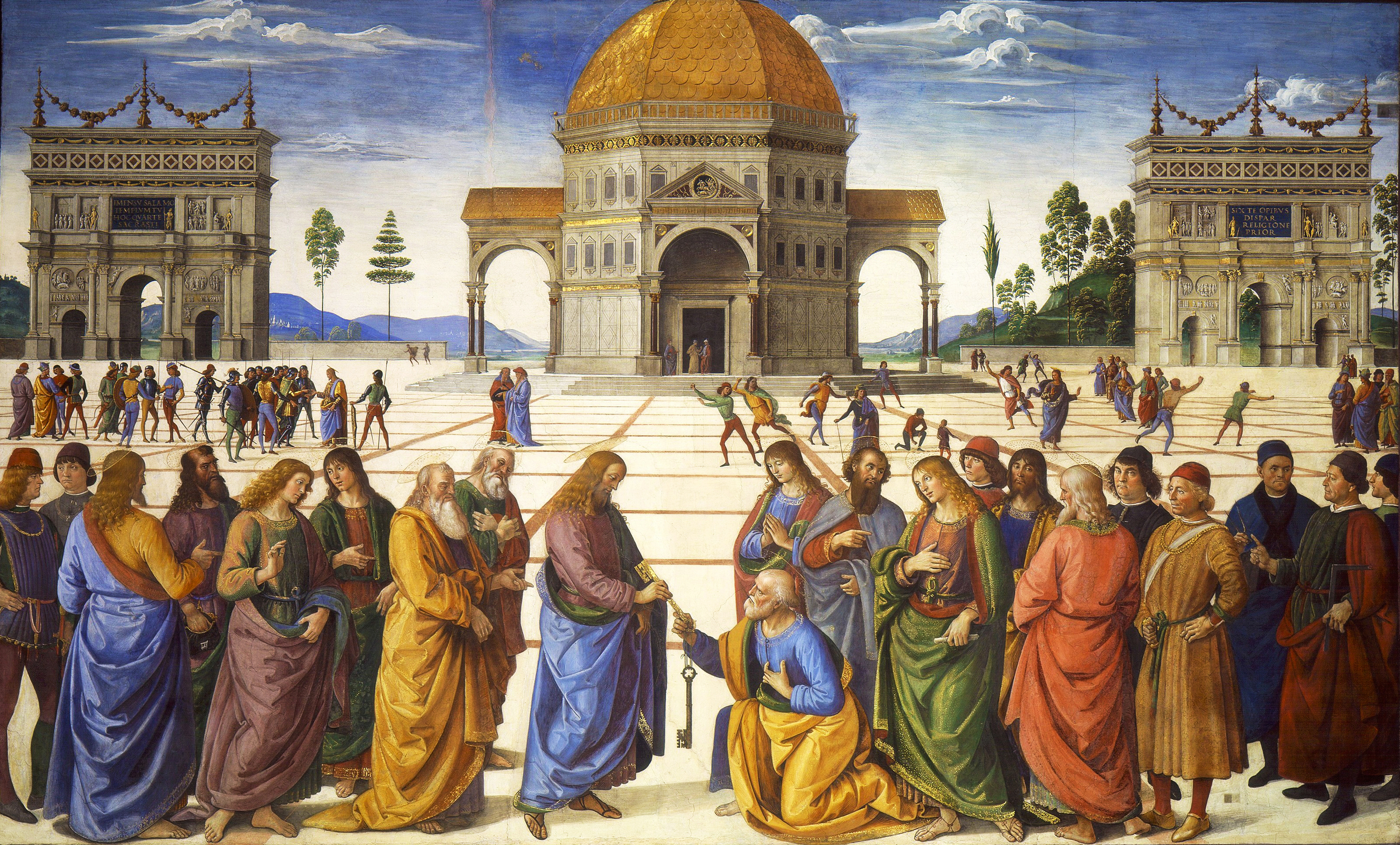
Pietro Perugino: Cristo entrega a Pedro las llaves del reino de los cielos (Fresco de la Capilla Sixtina, 1480-1482).

Es el primer apóstol que supuestamente obra un milagro público: tras invocar el nombre de Jesús, los cristianos afirman que cura milagrosamente a un hombre a las puertas del templo de Jerusalén (Hechos 3:1-10).
En otra oportunidad, la Biblia afirma que resucita a una mujer (Hechos 9:36-43).
Se reafirma juez en el caso de Simón el Mago, quien pretende comprar el poder de invocar al Espíritu Santo (Hechos 8:14-25). Emprende misiones a Lida, Jaffa (Joppe) (Hechos 9:18-42) y Cesarea (Hechos 10:1-33). 
De acuerdo con los Hechos de los Apóstoles, Pedro y Juan fueron enviados de Jerusalén a Samaria, Palestina (Hechos 8:14) para invocar al Espíritu Santo que descendiera sobre los fieles de aquella región. 
Posteriormente, Pablo de Tarso, luego de su conversión y de tres años de residencia en Arabia y Damasco, fue a Jerusalén a conocer a Pedro, con quien estuvo quince días (Gálatas 1:17-18). 
Aproximadamente en el 42-44 d. C. Pedro, quien se hallaba en Jerusalén, fue encarcelado por el rey Herodes Agripa I, pero fue liberado por un ángel. Después de su liberación milagrosa, Pedro saldría de Jerusalén para marcharse a "otro lugar" (Hechos 12:1-18).
Tiene una intervención destacada en el Concilio de Jerusalén (50-51 d. C.), cuando Pablo sostiene que el mensaje de Jesús debe extenderse también a los gentiles (pueblos no judíos) Hechos 15:1-11.
En todos estos ejemplos, en los que la figura de Simón Pedro se destaca por encima del resto de los apóstoles, ha visto la Iglesia católica una confirmación de la enseñanza de que él ejercía el primado sobre ellos. La predicación de Pedro, sin embargo, estuvo por lo general en los primeros años limitada al pueblo judío a diferencia de Pablo que predicaba a los «gentiles» (personas no judías), aunque fue Pedro quien bautizó al primer cristiano no judío de nombre Cornelio y a su familia, en Cesarea, debido a una visión tenida en Joppe (Hechos 10:1-33).
Por lo que se refiere a los hechos sucesivos, el autor de los Hechos, que se centra luego en las actividades de Pablo de Tarso, no ofrece ulteriores informaciones sobre Simón Pedro.

## Conexión con Roma

### Camino a Roma
Según la epístola a los Gálatas, Pedro se trasladó a Antioquía, donde Pablo lo encontró más tarde. Orígenes y Eusebio de Cesarea atribuyeron a Pedro haber sido el fundador de la Iglesia de Antioquía, y después haberse trasladado a Roma, donde murió.Sin embargo, esta afirmación no se encuentra en ningún libro del Nuevo Testamento.
Después de presidir la iglesia de Antioquía por un tiempo, Pedro habría sido sucedido por Evodio de Antioquía, y después por Ignacio de Antioquía.
La primera epístola a los Corintios deja entrever que Pedro quizá visitó la ciudad de Corinto, ubicada en Grecia, durante sus misiones (1 Corintios 1:12).

### Roma

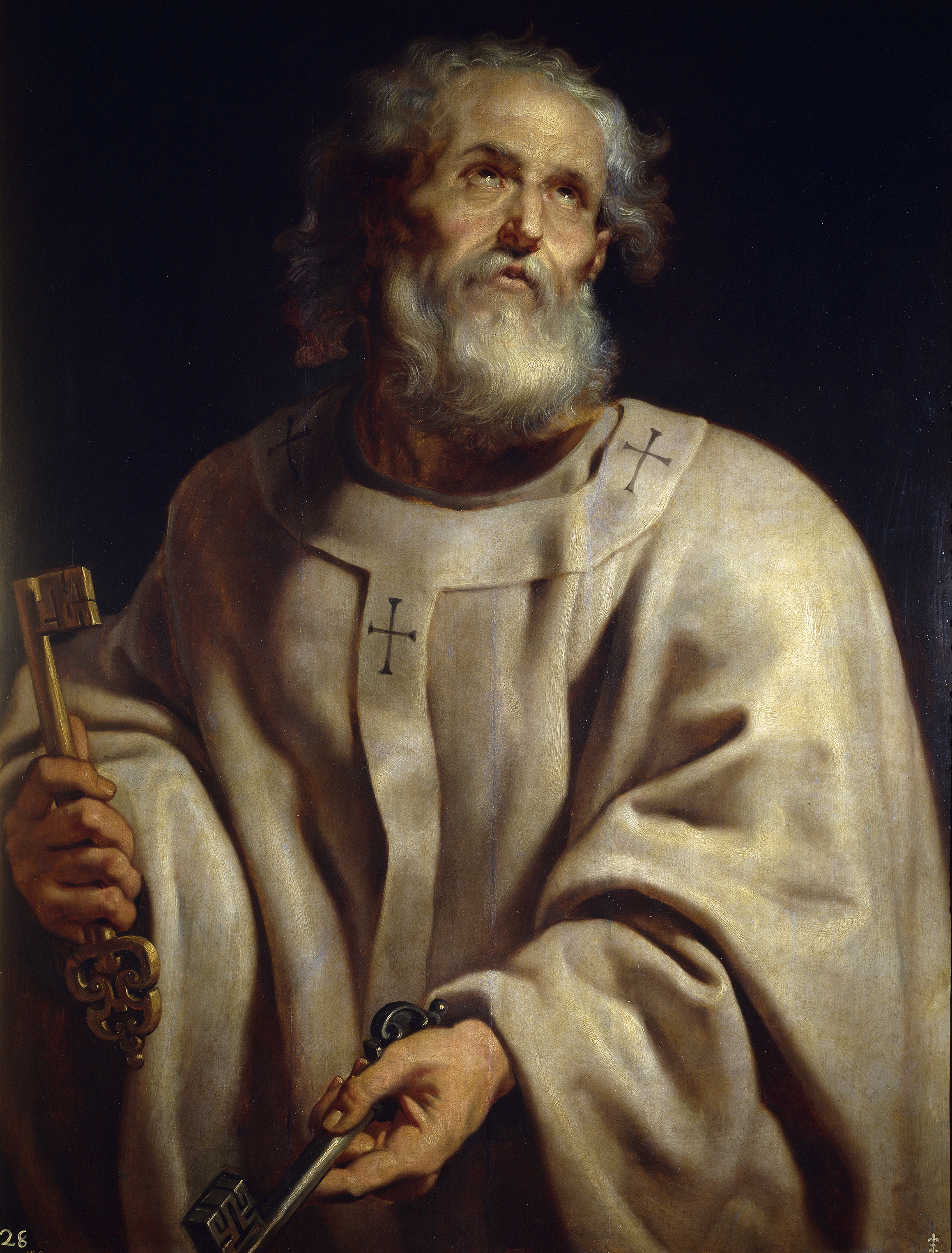
San Pedro, óleo sobre tabla pintado por Rubens, c. 1611. El apóstol aparece representado con palio y las llaves del Reino de los Cielos.

Según Ireneo de Lyon (Contra las Herejías III,3:2-3), Pedro y Pablo habrían sido los cofundadores de la Iglesia en Roma y habrían elegido a Lino como sucesor.
Eusebio de Cesarea relata que cuando Pedro le hizo frente a Simón el Mago (siguiendo a Hechos 8) en Judea, Simón el Mago huyó a Roma donde los romanos comenzaron a considerarlo un dios. Siempre según Eusebio, Dios envió a Roma a Pedro y Simón el Mago fue apagado e inmediatamente destruido.
Jerónimo creía lo mismo:

Pedro, después de haber sido obispo de la iglesia de Antioquía y haber predicado a la dispersión avanzó a Roma en el segundo año de Claudio para derrocar a Simón el Mago y sostuvo la silla sacerdotal allí durante veinticinco años hasta el final, es decir, el decimocuarto año de Nerón.

Sin embargo, el autor de la Primera epístola de Pedro la terminó enviando saludos desde «la Iglesia que está en Babilonia». Los exegetas que han creído tanto que la epístola era auténticamente de Pedro como que este viajó a Roma han tomado este final en sentido figurativo, como señal de que escribía desde Roma por el hecho que la antigua Babilonia sobre el Éufrates estaba en ruinas y el término «Babilonia» habría sido usado por la antigua comunidad cristiana para referirse a la Roma de los emperadores (Apocalipsis 17:5). Fue este el caso de Eusebio de Cesarea (Historia Eclesiástica II, 15). En esta línea, algunos estudiosos de la Biblia toman "Babilonia" como una metáfora del Imperio romano pagano en el momento en que perseguía a los cristianos, antes del Edicto de Milán en el año 313.
La interpretación literal según la cual Pedro habría escrito la epístola que lleva su nombre en la región de Babilonia y por tanto se refería en ella a la Iglesia del Oriente, se recoge en fuentes sirias orientales y también en algunos estudios occidentales. No obstante, tradicionalmente en el cristianismo siríaco oriental no se considera a Pedro sino a Tomás el Apóstol como el primero en la sucesión de los patriarcas-catolicós del Oriente.

### Muerte de Pedro según la tradición cristiana

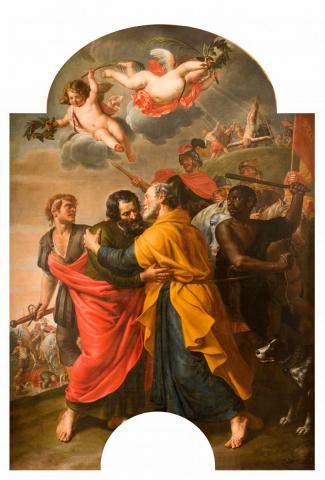
San Pedro y Pablo hacia el martirio.

La Crucifixión de Pedro, de Caravaggio, lo representa con la cabeza hacia abajo, de acuerdo con la tradición.

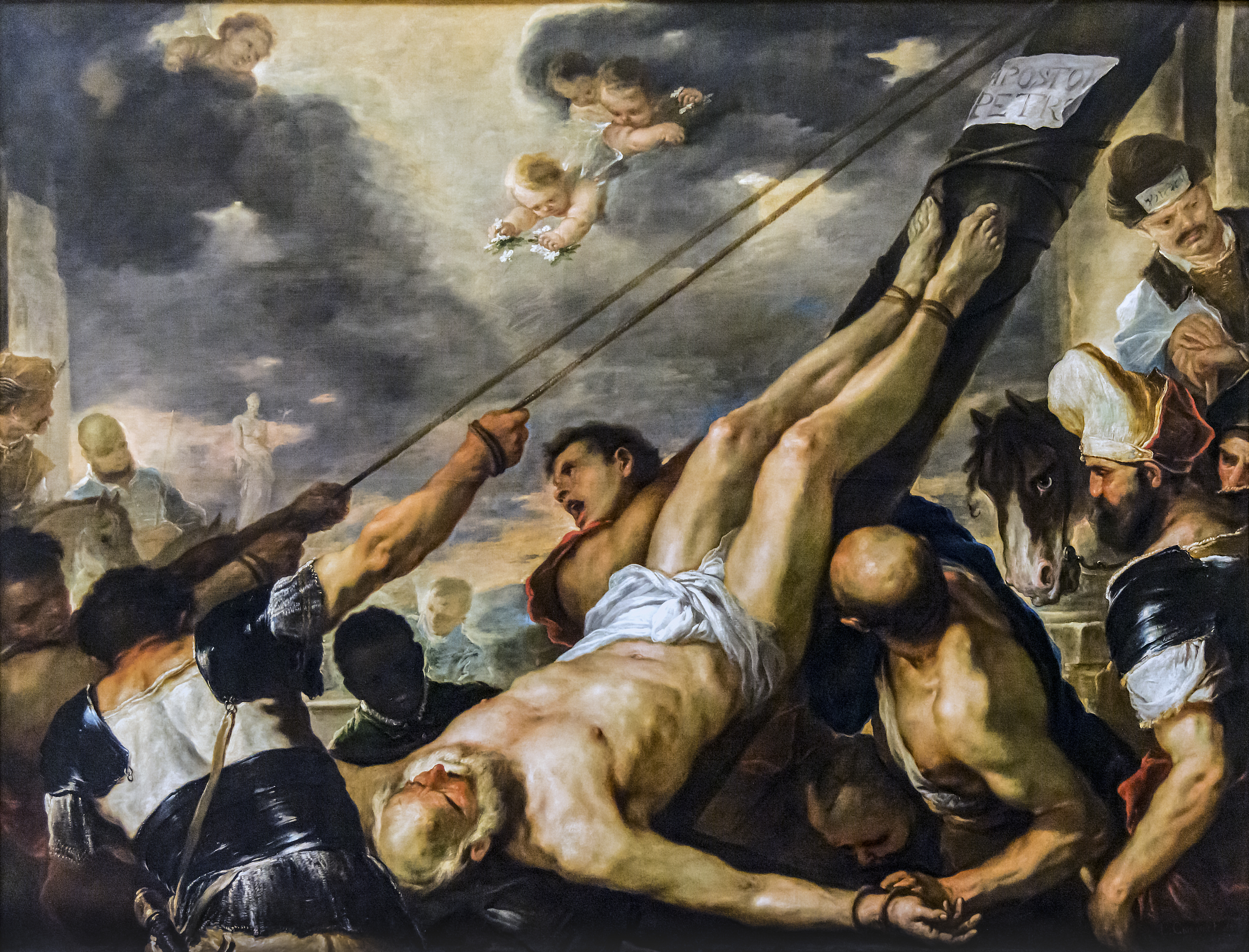
Crucifixión de San Pedro de Luca Giordano.

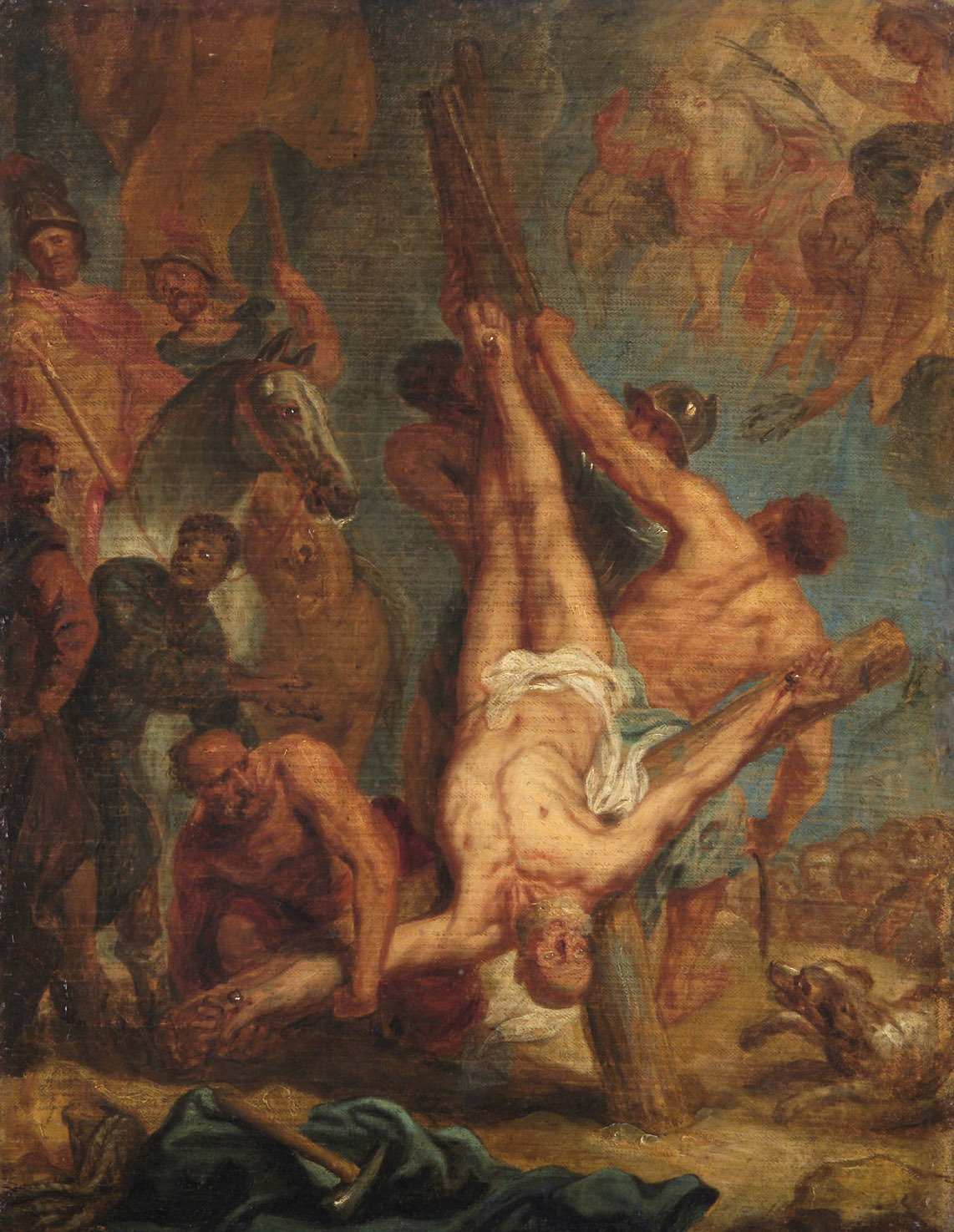
Crucifixión de Pedro pintado por Peter Thijs.

La tradición católica de los Padres de la Iglesia, independiente del Nuevo Testamento, afirma que Pedro acabó sus días en Roma, donde fue obispo, y que allí murió martirizado bajo el mandato de Nerón en el Circo de la colina vaticana o en sus proximidades, sepultado a poca distancia del lugar de su martirio y que a principios del siglo IV el emperador Constantino I el Grande mandó construir una gran basílica sobre su sepultura.
Clemente Romano, en su Carta a los Corintios (80-98 d.C.), evoca la muerte de Pedro en términos que podrían sugerir un martirio, sin especificar dónde, cuándo ni cómo:

Mas dejemos los ejemplos antiguos y vengamos a los luchadores que han vivido más próximos a nosotros: tomemos los nobles ejemplos de nuestra generación. Por emulación y envidia fueron perseguidos los que eran máximas y justísimas columnas de la Iglesia y sostuvieron combate hasta la muerte. Pongamos ante nuestros ojos a los santos apóstoles. A Pedro, quien, por inicua emulación, hubo de soportar no uno ni dos, sino muchos más trabajos. Y después de dar así su testimonio, marchó al lugar de gloria que le era debido.

Un pasaje del Evangelio de Juan en el que Jesús resucitado le habla a Pedro de su futura muerte (Juan 21:18-19) ha sido interpretado como una alegoría de que Pedro fue crucificado.Esta opinión sin embargo es discutida.
En el siglo II, Tertuliano afirmaba que Pedro había sufrido una muerte similar a la de Jesús:

¡Cuán feliz es su iglesia, en la cual los apóstoles derramaron toda su doctrina junto con su sangre! ¡Donde Pedro soportó una pasión como la de su Señor!

El texto apócrifo Hechos de Pedro, escrito también en el siglo II, relata que Pedro murió crucificado cabeza abajo: "Les suplico a los verdugos, crucifíquenme así, con la cabeza hacia abajo y no de otra manera". La famosa frase en latín "Quo Vadis?" que significa "¿A dónde vas?" viene del mismo texto, y dice así:

Y Pedro les dice ninguno de vosotros salga conmigo, sino que saldré solo, habiendo cambiado la manera de mis vestidos. Y mientras salía de la ciudad, vio al Señor entrar en Roma. Y cuando Pedro lo vio, dijo: Señor, ¿a dónde vas Señor? (Quo Vadis? en la traducción en latín) Y el Señor le dijo: Voy a Roma para ser crucificado. Y Pedro le dijo: Señor, ¿vas a ser crucificado otra vez? Él le dijo: Sí, Pedro, voy a ser crucificado de nuevo. Y Pedro se volvió en sí mismo: y habiendo contemplado al Señor ascender al cielo, regresó a Roma, regocijándose y glorificando al Señor.

Pedro de Alejandría, que fue obispo de esa ciudad y falleció en torno a 311, escribió una epístola de nombre sobre la Penitencia, en la que dice: «Pedro, el primero de los apóstoles, habiendo sido apresado a menudo y arrojado a la prisión y tratado con ignominia, fue finalmente crucificado en Roma».
Lactancio acusó en su obra Sobre la muerte de los perseguidores (318 d.C.) al emperador Nerón de la ejecución de Pedro y de Pablo:

Y mientras Nerón reinaba (54-68), el Apóstol Pedro vino a Roma, y, a través del poder de Dios que le encomendó a el, obró ciertos milagros, y, convirtió a muchos a la verdadera religión, construyendo un templo fiel y firme para el Señor. Cuando Nerón oyó hablar de esas cosas, y observó que no solo en Roma, sino en cualquier otro lugar, una gran multitud se rebelaban todos los días contra la adoración de ídolos, y, condenando sus viejas costumbres, se acercaban a la nueva religión, él, un despreciable y perverso tirano, se apuró para arrasar el templo celestial y destruir la verdadera fe. Él [Nerón] fue el primero en perseguir a los siervos de Dios. Él crucificó a Pedro y él mató a Pablo.

Eusebio de Cesarea afirmó que "está registrado que Pablo fue decapitado en la misma Roma, y que Pedro también fue crucificado bajo Nerón",probablemente siguiendo el Comentario de Orígenes (que cita en su Historia Eclesiástica III, 1) que decía que: 

Y al fin, después de haber venido a Roma, fue crucificado cabeza abajo, porque él había pedido que él pudiera sufrir de esta manera.

San Jerónimo en su obra Varones ilustres (De viris illustribus) repitió la idea:

De manos de Nerón, Pedro recibió la corona del martirio, siendo clavado a la cruz, con su cabeza hacia el suelo y sus pies hacia arriba, asegurando que él no era digno de ser crucificado del mismo modo que lo había sido su Señor.

## Búsqueda de sus restos

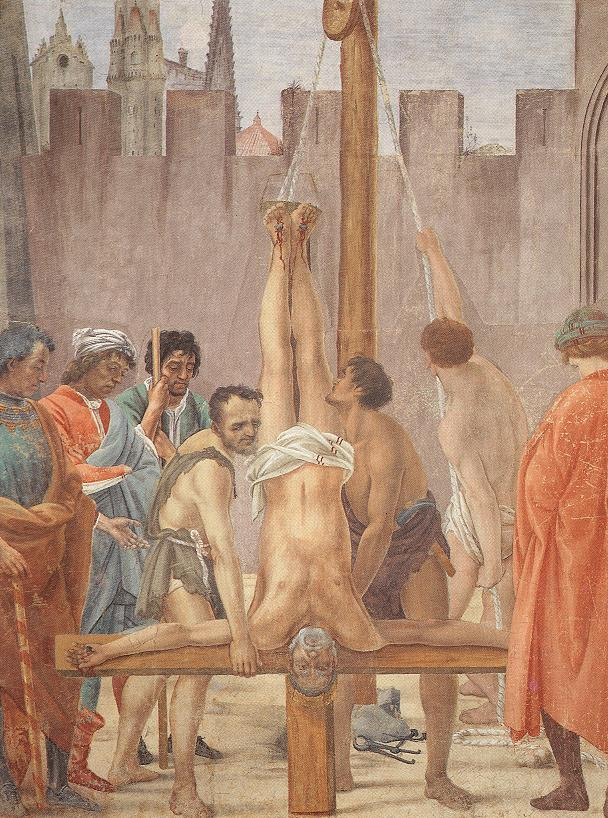
La crucifixión de san Pedro.

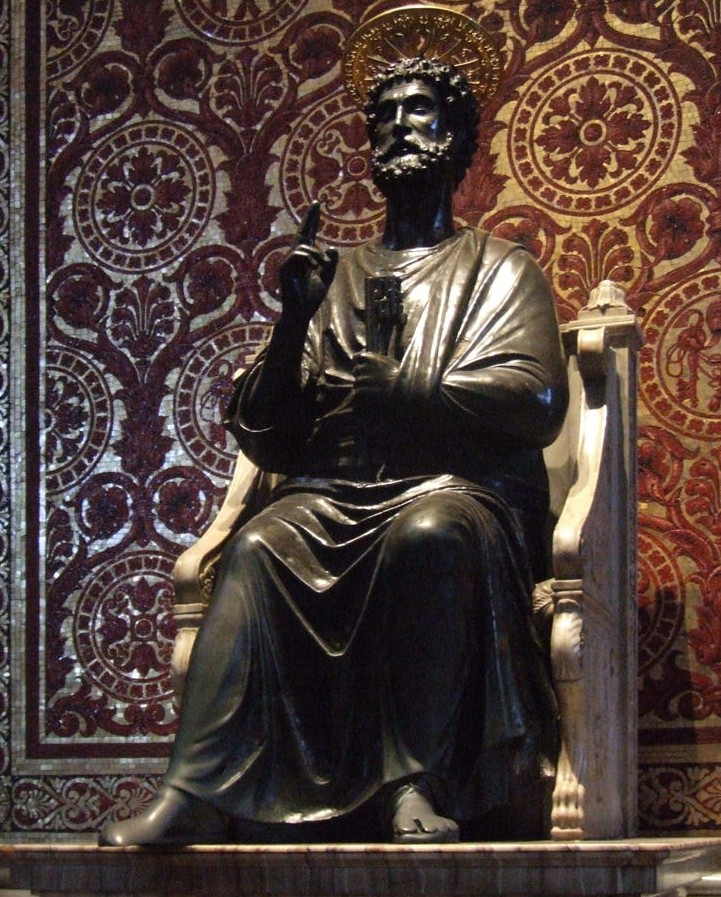
Estatua de san Pedro en el interior de la basílica de San Pedro de la Ciudad del Vaticano.

Caius, presbítero de Roma, en su Discusión contra Proclo (AD 198), conservado en parte por Eusebio, relata lo siguiente de los lugares en los que se depositaron los restos de los apóstoles Pedro y Pablo: 

Yo puedo mostrarte los trofeos de los Apóstoles; si quieres ir al Vaticano o a la vía Ostiense, encontrarás los trofeos de los fundadores de esta Iglesia.
Caius, recogido por Eusebio de Cesarea, Historia eclesiástica II, 25:7

De acuerdo con san Jerónimo, en su obra De Viris Illustribus (392 d.C.), "Pedro fue enterrado en Roma, en el Vaticano, cerca del camino triunfal donde es venerado por todo el mundo".
En 1939 el papa Pío XII ordenó la excavación en los subterráneos del Vaticano para tratar de hallar una respuesta a la tradición que en aquel tiempo se ponía en duda que el Vaticano era la auténtica tumba del apóstol Pedro. Las excavaciones duraron hasta 1949. Se encontró una necrópolis que se extendía de oeste a este en paralelo al Circo de Nerón. La necrópolis estaba inundada de tierra, posiblemente por ser la base de la basílica primigenia. Se encontraron cinco monumentos, el más antiguo databa del siglo II. Se incluía una parte de un edificio adosado a un muro revocado en rojo que servía de fondo para el más antiguo de los monumentos. En una pared lateral que cerraba este pequeño monumento por su parte norte (el así llamado Muro G) se encontraron unas inscripciones que datan de antes de Constantino, muestra de la devoción de los fieles. Una de las inscripciones señalaba «ΠΕΤΡ ΕΝΙ» (inscripción incompleta, en griego, que podría significar ‘Pedro está aquí’ o ‘Pedro esté en paz’). Debajo del monumento se encontraba una tumba a nivel del suelo cubierta con unas tejas. La tumba estaba vacía, pero alrededor de ella se agolpaban decenas de otras humildes tumbas. Estas a veces incluso se superponían, o cortaban tumbas anteriores, pero no tocaban la primera de ellas, la que estaba en el centro. Por la evidencia dada, Pío XII suspendió las excavaciones y anunció que se había encontrado la tumba de Pedro.
Margherita Guarducci, arqueóloga, prosiguió las investigaciones en 1952. Estudió y descifró el famoso muro de las inscripciones (Muro G) y descubrió el uso de una criptografía de tinte místico: el uso repetitivo de las letras Π, ΠΕ y ΠΕΤ como abreviatura del nombre de Pedro, aunque normalmente era vinculado al nombre de Cristo. Asimismo hay aclamaciones a Cristo, María, Pedro, a Cristo como segunda persona de la trinidad y a la trinidad.
Años después, la misma Guarducci pidió analizar unos huesos que habían sido encontrados en un nicho del Muro G, justamente tras la citada inscripción ΠΕΤΡ ΕΝΙ. El antropólogo Venerando Correnti los estudió y señaló que había huesos humanos y de ratón, un ratón que debió de haber quedado atrapado tiempo después de producido el entierro. Los huesos humanos presentaban las siguientes características:
- Tenían adherida tierra, mientras que los huesos de ratón estaban limpios. Se analizó la tierra adherida a los huesos humanos y es la misma tierra de la tumba abierta y que fue encontrada vacía, identificada por Pío XII como la de Pedro, las tumbas colindantes tenían otra clase de tierra.
- Los huesos están coloreados de rojo por haber estado envueltos en un paño de púrpura y oro. Hay hilos de oro y de la tela incluso adheridos a algunos huesos. Debían de ser huesos de una persona muy venerada, pues los envolvieron en un rico paño de púrpura y oro, para guardarlos en ese nicho. Parece que estos huesos fueron retirados de la tumba de tierra y guardados para protegerlos de la humedad del terreno. Este nicho ha permanecido intacto desde Constantino hasta hoy.
- Los huesos humanos son de la misma persona: varón, de complexión robusta, que murió a una edad avanzada y vivió en el siglo I.

A partir de estos datos la arqueóloga elaboró la siguiente teoría: cuando Constantino quiso hacer la basílica los huesos fueron desenterrados y envueltos en un manto de púrpura y oro y depositados en el nicho donde debían de haber estado, pero durante las excavaciones los obreros usaron el martinete para derribar muros y, deseando llegar rápidamente a la tumba, provocaron un derrumbe sobre los restos. Todo mezclado tomó la apariencia de desechos. Monseñor Kaas, jefe de la Fábrica de San Pedro, guardó todo resto humano que se encontraba y los restos estuvieron así guardados diez años sin conocerse su procedencia.
En 1964 las investigaciones de Guarducci terminaron y un año después se publicó su libro Reliquie di Pietro sotto la Confessione della Basílica Vaticana (‘las reliquias de Pedro bajo la confesión de la Basílica Vaticana’), libro muy discutido por una parte de la comunidad científica. En 1968 Pablo VI anunció que, según los estudios científicos realizados, había la suficiente certeza de que se habían encontrado los restos del apóstol. En su revisión del tema, Edgar R. Smothers escribió: «Una reserva prudente se interpondría en el camino de un juicio categórico de autenticidad. Sin embargo, existe una seria probabilidad positiva de que éstos sean los huesos de san Pedro».

## Escritos atribuidos a Pedro
Entre los escritos del Nuevo Testamento, se considera habitualmente que el Evangelio de Marcos recoge las enseñanzas de Pedro por parte del mismo Marcos el Evangelista, si bien esta no es una opinión unánime.
Clemente de Alejandría en los fragmentos de su obra Hypotyposeis conservados y citados por el historiador Eusebio de Cesárea en su obra Historia Eclesiástica (VI,14:6) escribe que el apóstol Pedro predicó en Roma mientras Marcos recogía su predicación en lo que luego sería el Evangelio de Marcos.

### Epístolas de Pedro
Además, dos epístolas se atribuyen tradicionalmente a Pedro (1 y 2 Pedro). Sin embargo, los originales griegos son muy superiores en su redacción a lo esperable en un rústico pescador cuyo primer idioma era el arameo y que no habría estudiado griego ni retórica (Hechos 4:13). La explicación tradicional es que, al menos la primera de las epístolas fue redactada por un amanuense que, si no recogió directamente de boca de Pedro sus opiniones, lo conocía lo suficientemente bien como para hablar en su nombre.
Jerónimo explica:

Las dos epístolas atribuidas a San Pedro difieren en estilo, carácter, y en la construcción de las palabras, lo que demuestra que de acuerdo a las exigencias del momento San Pedro hizo uso de diferentes intérpretes. (Epístola 120 – To Hedibia)

Sin embargo, la autoría por san Pedro de la segunda epístola está muy discutida. El comentario de la Biblia de Jerusalén dice que «muchos críticos modernos se niegan por su parte a atribuirla a san Pedro, y es difícil acusarles de estar equivocados». De acuerdo con los estudios de Raymond E. Brown, su texto era desconocido en Occidente hasta alrededor del año 350 y luego fue rechazada por muchos cristianos. En Oriente su aceptación llegó aún más tarde, en el siglo VI en algunos casos. En cualquier caso, la primera mención del texto es una referencia a Orígenes recogida por Eusebio de Cesarea alrededor de 250.
Jerónimo dice que "Pedro escribió dos epístolas las cuales son llamadas Católicas, la segunda de las cuales, a causa de su diferencia con la primera en estilo, es considerada por muchos no ser de él" (De Viris Illustribus 1). Pero él mismo recibió la epístola, y explicó la diferencia en el estilo, el carácter y la estructura de las palabras por el supuesto de que Pedro usó diferentes intérpretes en la composición de las dos epístolas; y desde su momento en adelante la epístola fue considerada generalmente como parte del Nuevo Testamento.
Numerosos autores han señalado que el estilo es muy similar al de una carta apócrifa antiguamente atribuida a Clemente Romano (la segunda epístola de Clemente), por lo que es posible que su autor fuese el mismo. Razones argumentales han demostrado que su redactor conocía la epístola de Judas.

## Pedro en el judaísmo
A diferencia de otras figuras del cristianismo temprano, por lo general Pedro es visto de forma positiva por el judaísmo. Según una tradición, Pedro se unió a los primeros cristianos por orden de los rabinos, e intentó que ambas religiones se distanciaran para que la gente no creyera que el cristianismo era una rama del judaísmo.
Pese a esto, la tradición aclara que siguió siendo judío practicante hasta su muerte y se le atribuye la autoría de la oración del nishmat.

## Obras apócrifas
Otras obras apócrifas han circulado con la pretensión de recoger las palabras o los hechos de Pedro. Desde la antigüedad, sin embargo, se ha cuestionado su autenticidad. Estas incluyen:
- El Evangelio de Pedro
- Los Hechos de Pedro
- Los Hechos de Pedro y Pablo
- Una Carta de Pedro a Felipe, conservada en la biblioteca Nag Hammadi
- El Apocalipsis gnóstico de Pedro, conservada en la biblioteca Nag Hammadi
- Los Hechos de Pedro y los doce Apóstoles, conservada en la biblioteca Nag Hammadi
- Un Apocalipsis de Pedro, que fue considerado auténtico hasta entrado el siglo IV
- La Epistola Petri, una carta que consta al inicio de algunas versiones de las obras de Clemente de Alejandría

## Iconografía

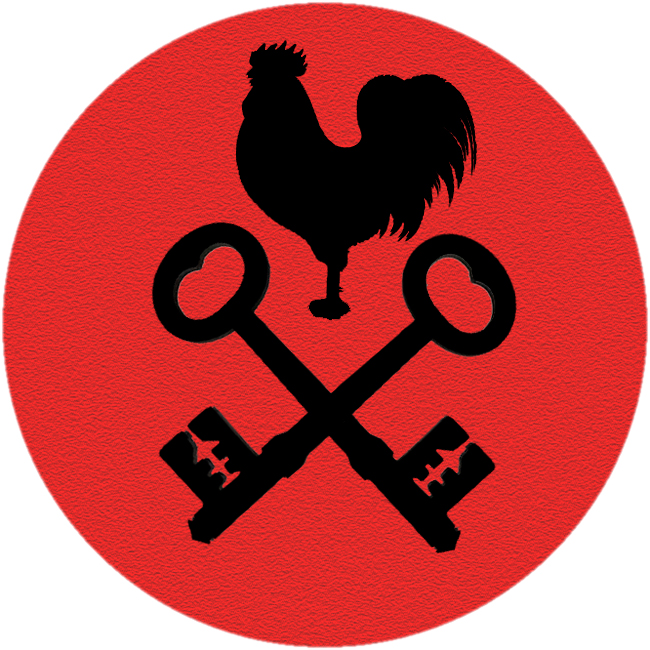
Símbolos tradicionales de san Pedro, las llaves y el gallo.

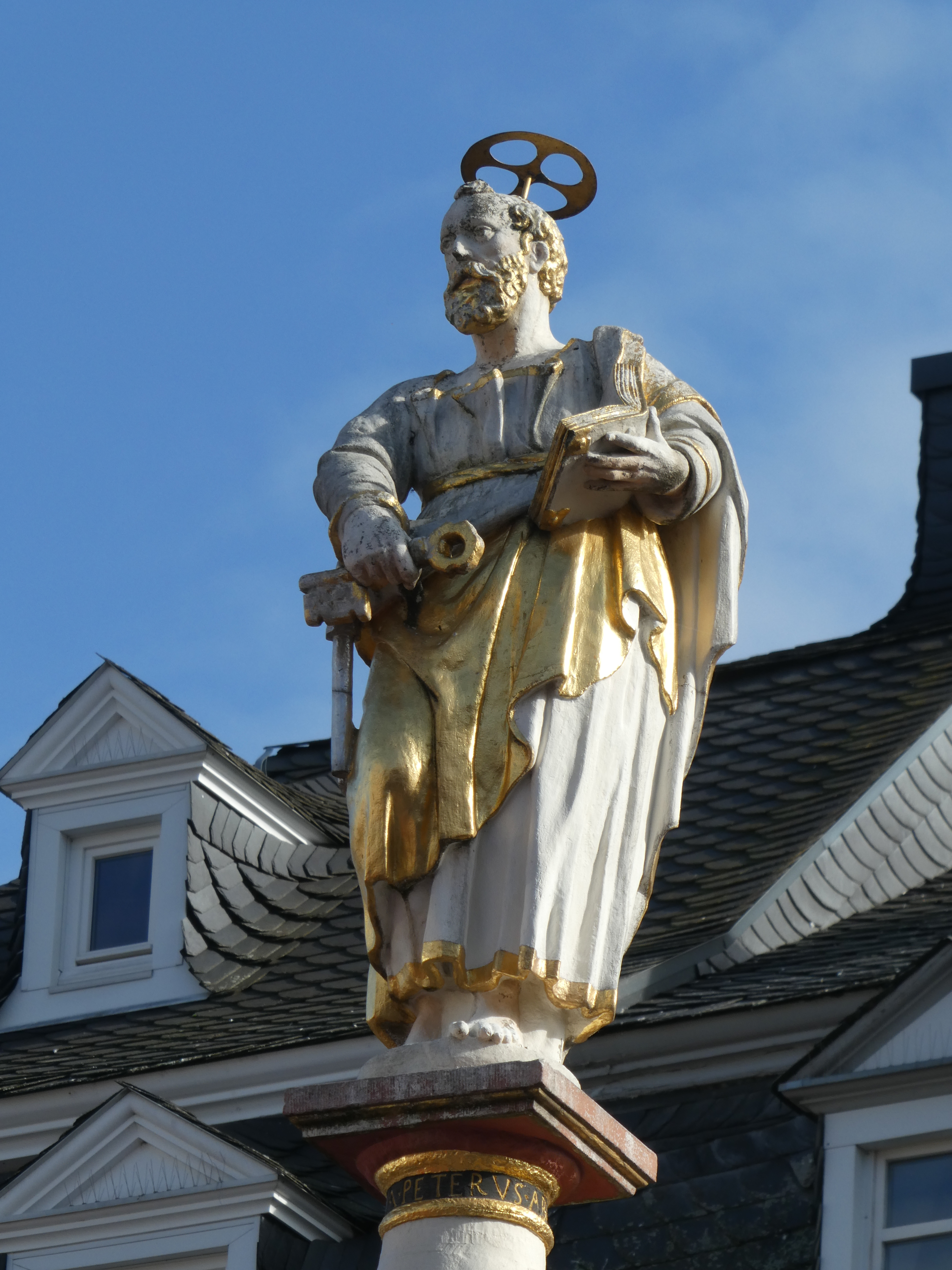
Escultura de san Pedro en la plaza del mercado de Tréveris.

Por ser considerados herederos de la llamada «profesión petrina», los papas de la Iglesia católica llevan un anillo con la imagen del santo echando las redes al mar, llamado Anillo del Pescador.
En el pasaje de Mateo 16:13-19 de acuerdo a la interpretación patrística, Jesús habría nombrado ‘piedra’ o ‘roca’ a san Pedro cuando reconoció a Cristo como «el Hijo del Dios vivo», es decir, Dios y Señor. El evangelista añade que el Apóstol recibiría «las llaves del Reino de los Cielos». Este es el fundamento de la representación habitual de Pedro en la iconografía como portador de un par de llaves, como suele verse en las imágenes de Pedro el Apóstol como fundador de la sede de Antioquía. Los mismos elementos también están presentes en la heráldica papal, por cuanto los papas se consideran los sucesores de Simón Pedro.
La representación convencional de san Pedro lo presenta ya anciano, portando las llaves (llaves del Reino de los Cielos). Entre sus atributos se cuentan también la barca (por su profesión), el libro y el gallo (por sus negaciones). Ocasionalmente se lo reviste de los atributos de un obispo o de un papa, si bien las tradiciones relativas a estos no se fijaron hasta mucho más tarde. Las escenas de su martirio lo presentan por lo general cabeza abajo.

## Citas bíblicas
1. 1 2  Gálatas 2:9
2. ↑  Lucas 5:10
3. ↑  Mateo 16:17
4. ↑  Juan 1:42
5. ↑  Gálatas 2:7-8
6. ↑  Lucas 22:34
7. ↑  Juan 1:42-44.
8. ↑  Lucas 5:3.
9. ↑  Mateo 8:14; Marcos 1:29-31; Lucas 4:38.
10. ↑  Mateo 4:18-22; Marcos 1:16-20; Lucas 5:1-10.
11. ↑  Mateo 17:1; Marcos 9:2; Lucas 9:28.
12. ↑  Marcos 5:37; Lucas 8:51.
13. ↑  Mateo 26:37; Marcos 14:33.
14. ↑  Mateo 10:2; Marcos 3:14-18; Lucas 6:13-14.
15. ↑  Hechos 1:13.
16. ↑  Mateo 15:15; Mateo 19:27; Lucas 12:41; Juan 6:67-68.
17. ↑  Mateo 26:40; Lucas 22:31.
18. ↑  1 Corintios 9:5
19. ↑  Marcos 8:29; Mateo 16:16.
20. ↑  Mateo 26:69-75; Marcos 14:66-72; Lucas 22:54-62; Juan 18:25-27.
21. ↑  Lucas 22:32.
22. ↑  Lucas 24:34; 1 Corintios 15:5.
23. ↑  Juan 21:15-17.
24. ↑  Galatas 2:11
25. ↑  1 Pedro 5:13